# Leo Earley
Leo Earley är en irländsk barnskådespelare. Han kommer att spela rollen som Seamus Finnigan i den kommande TV-serien om Harry Potter.

## Filmografi
| År   | Titel        | Roll            | Noter            |
| ---- | ------------ | --------------- | ---------------- |
| 2027 | Harry Potter | Seamus Finnigan | Under utveckling |